# Rod Laver
Rodney George Laver, dit Rod Laver, né le 9 août 1938 à Rockhampton (Queensland), est un joueur de tennis professionnel australien.
Il détient le record de 200 titres remportés en carrière, dont onze titres du Grand Chelem et huit titres du Grand Chelem professionnel.
Laver est le second joueur de l'histoire à avoir réalisé le Grand Chelem, après Donald Budge en 1938, et le seul à l'avoir effectué à deux reprises : en 1962, en tant qu'amateur (réalisant ainsi un Super Grand-Chelem puisqu'il a également gagné la Coupe Davis cette année-là), puis en 1969 en tant que professionnel. Il a de plus accompli ce qu'on appelait le Grand Chelem professionnel (victoires dans le Wembley Pro, le French Pro et le U.S. Pro Championships) en 1967. Il est également l'un des quatre joueurs, avec Roy Emerson, Novak Djokovic et Rafael Nadal, à détenir au moins deux titres dans chaque tournoi du Grand Chelem. 
Rod Laver a remporté un total de onze tournois du Grand Chelem en simple, dont cinq durant l'ère Open, ce qui le place en 6e place dans cette hiérarchie derrière Novak Djokovic (24), Rafael Nadal (22),  Roger Federer (20),  Pete Sampras (14), Roy Emerson (12) et à égalité avec Björn Borg.
Rod Laver a été le premier joueur à dépasser le million de dollars de gains, en novembre 1971 après neuf ans de carrière chez les pros (et plus de quinze ans de carrière internationale). Il a également été considéré par beaucoup d'experts comme le no 1 mondial indiscutable de 1965 à 1969 (en 1961 et surtout en 1962 avec son Grand Chelem amateur, Laver ne fut « que » no 1 mondial des amateurs). Si ses débuts professionnels furent difficiles (il perdit 19 de ses 21 premiers matchs, régulièrement battu par Ken Rosewall et Lew Hoad), il progressa ensuite suffisamment pour terminer en fin d'année 1963 à la deuxième place derrière Rosewall. Entre 1964 et 1965, il battit plus souvent Rosewall que le contraire. Lors de la publication du premier classement ATP le 23 août 1973, Laver, âgé de 35 ans, fut encore classé troisième joueur mondial derrière Ilie Năstase et Manuel Orantes mais devant des joueurs comme Stan Smith, Tom Okker, Ken Rosewall, John Newcombe et les jeunes Jimmy Connors et Björn Borg. 
Les honneurs qui lui ont été rendus sont nombreux : il a été intronisé au International Tennis Hall of Fame en 1981, l'Open d'Australie a renommé son court central Rod Laver Arena en 2001, la Laver Cup lui doit son nom et il est apparu dans une série de timbres postaux sur les légendes australiennes en 2003.
Son Grand Chelem en simple réalisé en 1969, le seul depuis l’Ère Open jusqu’à ce jour[Quand ?], et ses quelque 200 titres gagnés en simple (soit bien plus que les 109 titres "officiels" ATP/149 titres en simple tous confondus de Jimmy Connors), permettent de le classer parmi les plus grands joueurs de tennis de l’Histoire, sinon le plus grand.

## Biographie

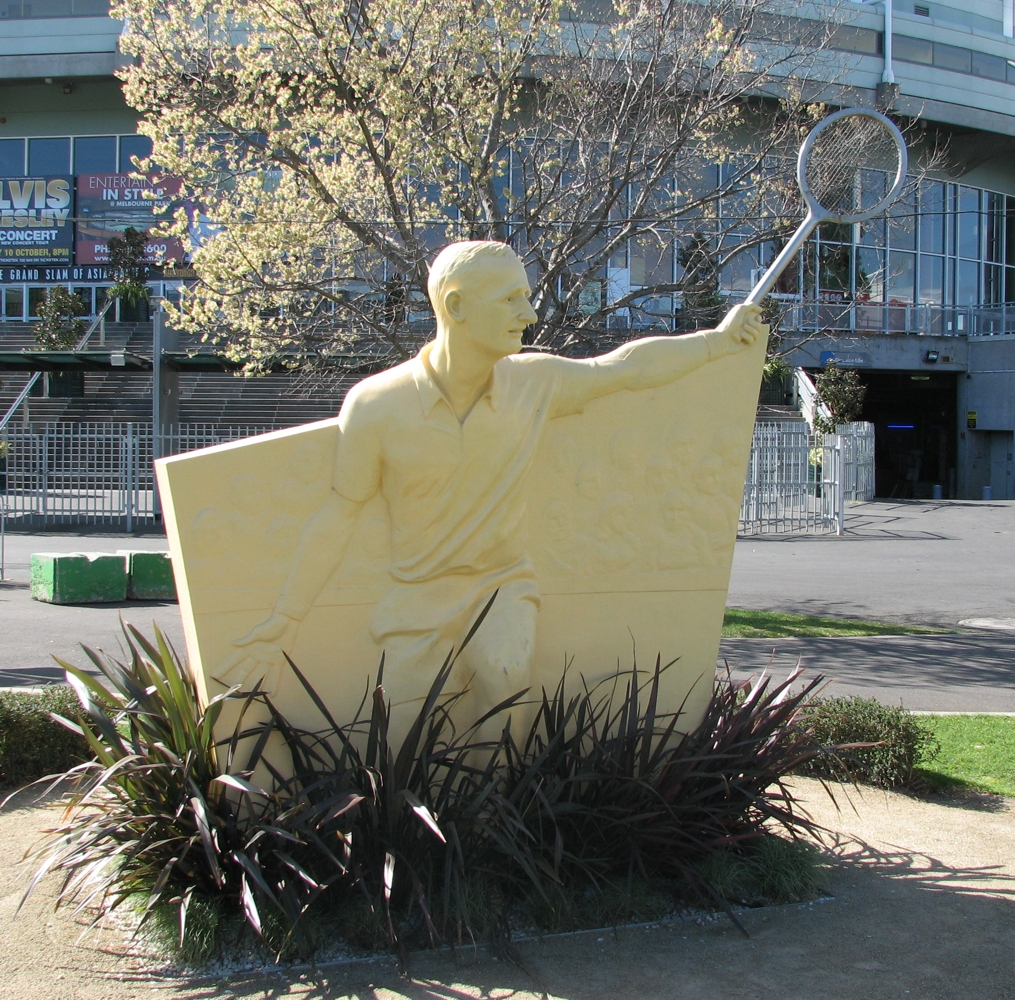
Sculpture représentant Rod Laver à Melbourne Park sur le site de l'open d'Australie.

Laver remporte son premier titre du Grand Chelem en 1960, à l'Open d'Australie contre Neale Fraser, dans une finale épique qui le voit remonter un handicap de 2 sets à 0. L'année suivante il remporte son premier Wimbledon. En 1962 il remporte les quatre tournois du Grand Chelem, en battant trois fois son compatriote Roy Emerson en finale. Il remporte également la Coupe Davis avec l'Australie en 1959, 1960, 1961, 1962.
En 1963, il passe professionnel et son palmarès amateur reste alors bloqué à 6 titres majeurs, puisqu'à l'époque les tournois du Grand Chelem et la Coupe Davis sont interdits aux professionnels. Mais il se forge un énorme palmarès professionnel, avec au moins 65 tournois remportés, devenant ainsi le « patron » du circuit professionnel vers 1964-1965, avant d'être réadmis, comme les autres professionnels, dans les épreuves traditionnelles lors de l'avènement du tennis « open ».
En 1968, il renoue avec la victoire à Wimbledon et, en 1969, il réalise un nouveau Grand Chelem. De plus, en avril de cette même année, il remporte le tournoi sur dur de Johannesburg, au format de 7 match de trois set gagnants, dont il fut ‘bye´au premier tour (il remporta donc 6 match là-bas); tournoi pressenti, à l’époque, un moment pour devenir un tournoi de Grand Chelem. Cette année 1969 est, de loin, sa meilleure saison (au moins cinq tournois "majeurs" remportés; le Madison Square Garden Pro, sorte de "Masters" actuel de l’époque, faisant office d’épreuve finale des circuits WCT/NTL) devant celle de 1967, prestigieuse elle aussi. En 1973, il regagne également la Coupe Davis une fois lorsque celle-ci devient également ouverte aux professionnels.
Il a remis le trophée de l'Open d'Australie, à Roger Federer en 2006 et en 2017 et à Rafael Nadal en 2009.
La Laver Cup, dont la première édition s'est déroulée du 22 au 24 septembre 2017, porte son nom.

## Images

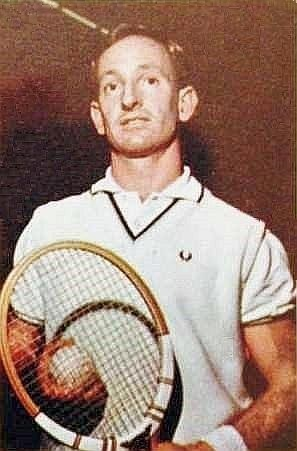
Rod Laver en 1970;
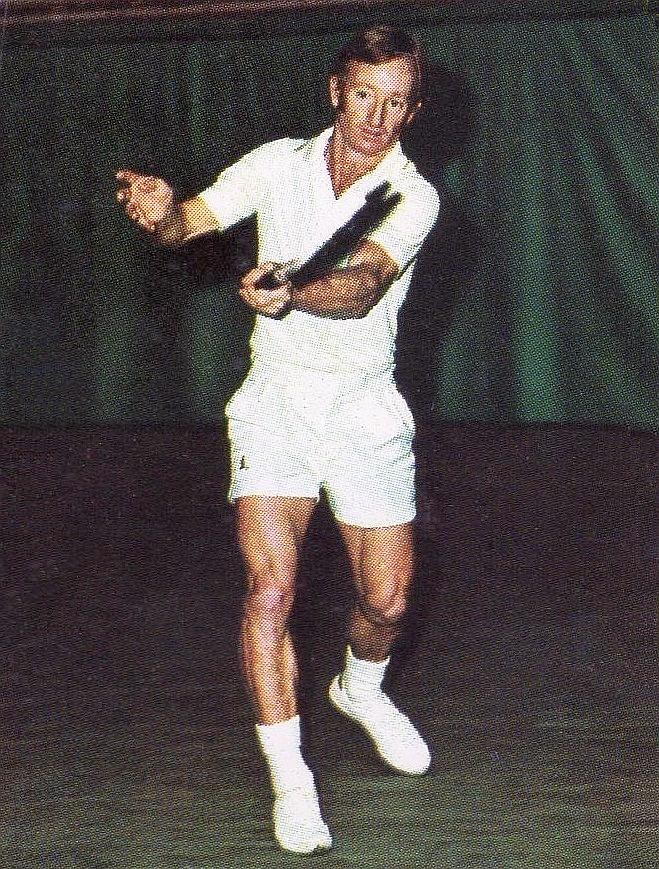
Rod Laver en 1973;
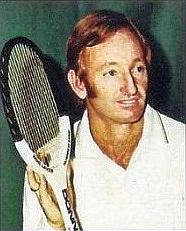
Rod Laver en 1974.

## Palmarès
Le site Web de l'ATP, qui liste une grande partie des rencontres tennistiques depuis 1968 (ses statistiques sont néanmoins inexistantes pour la période précédant l'ère Open et sont loin d'être exhaustives au début de cette même ère Open en 1968), a recensé pour Laver 39 titres en simple et 27 en double ainsi que 392 matchs victorieux pour 99 défaites.
Mais sur l'ensemble de sa carrière, Rod Laver a remporté au moins 199 tournois, dont 77 pour la seule ère Open. Il est considéré comme l'un des meilleurs joueurs de tennis de l'histoire.